# Zhujiapu (köpinghuvudort i Kina, Hunan Sheng, lat 28,76, long 111,79)
Zhujiapu (kinesiska: 朱家铺, 朱家铺镇) är en köpinghuvudort i Kina. Den ligger i provinsen Hunan, i den södra delen av landet, omkring 130 kilometer nordväst om provinshuvudstaden Changsha. Antalet invånare är 22 015. Befolkningen består av 10 767 kvinnor och 11 248 män. Barn under 15 år utgör 14,0 %, vuxna 15-64 år 73 %, och äldre över 65 år 11,0 %.
Runt Zhujiapu är det tätbefolkat, med 411 invånare per kvadratkilometer. Närmaste större samhälle är Shimenqiao, 17,1 km norr om Zhujiapu. Trakten runt Zhujiapu består till största delen av jordbruksmark.
Genomsnittlig årsnederbörd är 1 808 millimeter. Den regnigaste månaden är maj, med i genomsnitt 302 mm nederbörd, och den torraste är december, med 45 mm nederbörd.